# Steno bredanensis
El delfín de hocico estrecho o de dientes rugosos (Steno bredanensis) es una especie de cetáceo odontoceto de la familia Delphinidae, la única del género Steno. Steno viene del griego "estrecho", refiriéndose al hocico corto de la especie.

## Descripción
Los rasgos característicos de este delfín es su cabeza cónica y su nariz esbelta. Posee una aleta dorsal pronunciada. 
El hocico, la garganta y el vientre son de color blanco-rosado. Los flancos son de un gris claro. La espalda y aleta dorsal poseen una coloración gris oscuro. Llega a medir alrededor de 2,5 m de longitud y pesar unos 150 kg. Posee de 20 a 27 dientes en cada fila y tienen arrugas y crestas verticales, tenues pero detectables. Por este carácter se le da el nombre de delfín de dientes rugosos.

## Distribución
La mayor parte de las investigaciones sobre esta especie se han realizado en el Océano Pacífico oriental, donde se estima una población de 150 000 ejemplares. Ha habido numerosos reportes de su presencia en otros mares cálidos, por lo general como resultado de las capturas accidentales. Existen  poblaciones de tamaños desconocidos en el Mediterráneo y el Caribe, y los océanos Atlántico, Índico y Pacífico.

## Comportamiento
Steno bredanensis en mayor frecuencia se asocia en grupos de 10 a 30 individuos. Son grandes buceadores y pueden sumergirse por 15 minutos. Son nadadores veloces y pueden nadar bajo la superficie con la aleta dorsal visible. La especie produce chasquidos y silbidos, los cuales se piensa que son utilizados para la ecolocalización y comunicación. 
Las hembras alcanzan la madurez sexual a los 10 años y los machos a los 14 años. El periodo de gestación y lactancia aun no es conocido.
Su dieta consiste básicamente en peces y calamares. En el estómago de animales varados en las playas se han encontrado también moluscos, pulpos pelágicos, dorados y algas.